# Anarytropteris
Anarytropteris es un género de saltamontes longicornios de la subfamilia Tettigoniinae. Se distribuye en el sudeste de África.

## Especies
Las siguientes especies pertenecen al género Anarytropteris:
- Anarytropteris chirinda Rentz, 1988
- Anarytropteris fallax Uvarov, 1924